# Samsung Galaxy Note Edge
Samsung Galaxy Note Edge è uno smartphone prodotto da Samsung, presentato durante una conferenza stampa Samsung all'IFA di Berlino il 3 settembre 2014 insieme al Samsung Galaxy Note 4. Lo smartphone si distingue per un display che si incurva sul lato destro del dispositivo, che può essere utilizzato come barra laterale per visualizzare scorciatoie dell'applicazione, notifiche e altre informazioni.

## Specifiche tecniche

### Hardware
Samsung Galaxy Note Edge è simile nel design al Galaxy Note 4, con una montatura metallica e una cover posteriore in plastica. Il dispositivo è dotato di una chip Exynos 5 Octa 5433 (Corea del Sud) o Qualcomm Snapdragon 805 (versione internazionale), 3 GB di RAM e 32 o 64 GB di memoria espandibile. Come gli altri dispositivi della serie Galaxy Note, include una stilo S Pen che può essere utilizzata per l'input penna, il disegno e la scrittura a mano. Analogamente ad altri recenti dispositivi di punta Samsung, include anche un sensore di frequenza cardiaca e uno scanner di impronte digitali.  Lo smartphone possiede uno schermo "Quad HD" da 5,6 pollici con un Display Super AMOLED, che possiede una colonna aggiuntiva di 160 pixel che avvolge il lato del dispositivo su una curva. Il dispositivo include una fotocamera posteriore da 16 megapixel con sensore retroilluminato, stabilizzazione ottica dell'immagine e registrazione video 4K, e una fotocamera frontale da 3,7 megapixel.

### Software
Il Galaxy Note Edge viene fornito con Android 4.4.4 KitKat e l'interfaccia TouchWiz. Il bordo curvo dello schermo viene utilizzato come barra laterale per vari scopi: può essere utilizzato per visualizzare diversi pannelli, inclusi scorciatoie per applicazioni frequenti, visualizzazioni di notifiche, notizie, sport ecc. Un Software development kit è disponibile per gli sviluppatori per la codifica dei pannelli che possono essere ottenuti altri tramite Galaxy Apps. La modalità "Orologio notturno" consente allo schermo del bordo di, durante un intervallo di tempo predeterminato, di visualizzare un orologio digitale mentre non è in uso. Ad ottobre 2015 si aggiorna ad Android 5.1.1 Lollipop e infine ad maggio 2016 si aggiorna ad Android 6.0 Mashmallow